# سد موهمند
سد موهمند (به انگلیسی: Mohmand Dam) یک سد خاکی در پاکستان است که در Mohmand District, Khyber Pakhtunkhwa, Pakistan واقع شده‌است.